# درگیری قره‌باغ کوهستانی
درگیری قره‌باغ کوهستانی یک اختلاف سرزمینی و درگیری قومی بین ارمنستان و جمهوری آذربایجان بر سر منطقه قره‌باغ کوهستانی و هفت ناحیه دیگر بود. این مناطق، عملاً تحت کنترل جمهوری آرتساخ ولی به صورت قانونی بخشی از جمهوری آذربایجان بوده است. این درگیری در اوایل قرن بیستم میلادی هنگامی که ژوزف استالین، رهبر اتحاد جماهیر شوروی تصمیم به ایجاد اوبلاست خودمختار ناگورنو قره‌باغ در زمرهٔ جمهوری شوروی سوسیالیستی آذربایجان گرفت، آغاز شد. درگیری کنونی در سال ۱۹۸۸ هنگامی که ارامنه قره‌باغ خواستار الحاق قره‌باغ به ارمنستان شدند، آغاز و در نهایت منجر به رخداد جنگ اول قره‌باغ در دهه ۱۹۹۰ شد.
قرارداد آتش‌بس منعقد شده در سال ۱۹۹۴، دو دهه آرامش نسبی را فراهم آورد. درگیری‌های معدود و کوتاهی که پس از آن بین طرفین درگرفت تغییر خاصی در وضعیت به وجود نیاورد. اما در جریان جنگ دوم قره‌باغ در ۲۰۲۰، ارتش جمهوری آذربایجان موفق شد کنترل اکثر مناطقی را که در جریان جنگ اول قره‌باغ از دست داده بود دوباره به دست آورد. جمهوری آذربایجان در دسامبر ۲۰۲۲ محاصره جمهوری آرتساخ (۲۰۲۲–۲۰۲۳) را آغاز کرد و در نهایت در حمله ۲۰۲۳ جمهوری آذربایجان به قره‌باغ کوهستانی تعداد زیادی از ارمنی‌ها گریختند و جمهوری آرتساخ در ۱ ژانویه ۲۰۲۴ به صورت رسمی فروپاشید.

## تلفات
اگرچه هنوز آمار دقیقی از تلفات وجود ندارد، به گفته بیشتر ناظران، تا سال ۲۰۰۹، ۳٬۰۰۰ نفر، عمدتاً سرباز، کشته شده‌اند. در سال ۲۰۰۸، نبردها شدیدتر و بیشتر شد. سال ۲۰۱۴ با ثبت ۷۲ کشته در طول سال، خونین‌ترین سال پس از پایان جنگ شد. بین ۱ تا ۵ آوریل ۲۰۱۶، درگیری‌های سنگین در امتداد خط مقدم قره باغ، منجر به کشته شدن ۲۷ سرباز ارمنی و ۲۸ سرباز باکویی شد. ۲۶ سرباز ارمنی نیز مفقود شدند. علاوه بر این، شش غیرنظامی (چهار ارمنی و دو باکویی) کشته شدند.
| سال  | ارمنستان               | جمهوری آذربایجان       | جمع                         |
| ---- | ---------------------- | ---------------------- | --------------------------- |
| ۲۰۰۸ | ناموجود                | ناموجود                | ۳۰ سرباز                    |
| ۲۰۰۹ | ناموجود                | ناموجود                | ۱۹ سرباز                    |
| ۲۰۱۰ | ۷ سرباز                | ۱۸ سرباز               | ۲۵ سرباز                    |
| ۲۰۱۱ | ۱۰ سرباز               | ۴+ سرباز، ۱ غیرنظامی   | ۱۴+ سرباز، ۱ غیرنظامی       |
| ۲۰۱۲ | ۱۴ سرباز               | ۲۰ سرباز               | ۳۴ سرباز                    |
| ۲۰۱۳ | ۷ سرباز                | ۱۲ سرباز               | ۱۹ سرباز                    |
| ۲۰۱۴ | ۲۷ سرباز، ۶ غیرنظامی   | ۳۷ سرباز، ۲ غیرنظامی   | ۶۴ سرباز، ۸ غیرنظامی        |
| ۲۰۱۵ | ۴۲ سرباز، ۵ غیرنظامی   | ۶۴ سرباز               | ۷۷ سرباز، ۵ غیرنظامی        |
| ۲۰۱۶ | ۱۰۷ سرباز، ۵ غیرنظامی  | ۱۰۱+ سرباز، ۷ غیرنظامی | ۱۴۷–۲۰۸+ سرباز، ۱۲ غیرنظامی |
| ۲۰۱۷ | ۲۲ سرباز               | ۱۹ سرباز               | ۴۱ سرباز                    |
| ۲۰۱۸ | ۵–۷ سرباز              | ۶ سرباز                | ۱۱–۱۳ سرباز                 |
| ۲۰۱۹ | ۴ سرباز                | ۶+ سرباز               | ۱۰+ سرباز                   |
| ۲۰۲۰ | ۲۲۸ سرباز، ۱۸ غیرنظامی | ۴۶ سرباز، ۲۵ غیرنظامی  | ۲۶۴ سرباز، ۴۳ غیرنظامی      |

## درگیری نظامی سال ۲۰۲۰
درگیری نظامی میان دو کشور در سپتامبر ۲۰۲۰ نگرانی‌ها از شکل‌گیری یک جنگ جدید در منطقه را افزایش داد. الهام علی‌اف رئیس‌جمهور آذربایجان گفت: «ما فقط یک شرط داریم؛ این که نیروهای ارمنستان باید بدون قید و شرط و به‌طور کامل و فوری خاک ما را ترک کنند.» رجب طیب اردوغان، رئیس‌جمهور ترکیه قول داد که از باکو حمایت کند. ایران خواهان مذاکره سیاسی برای حل اختلاف بود. روسیه از طرفین خواست به درگیری‌ها پایان دهند. نخست‌وزیر ارمنستان گفت امکان گفتگو در حال درگیری نظامی وجود ندارد.